# Камехамеха II
Камегамега II (гав. Kamehameha II, (нар. 1797, Хіло — пом. 14 травня 1824, Лондон) — король і голова держави Гавайського королівства. Перший син короля Камегамега I та його старшої дружини Кепуолані.

## Біографія
Народився в місяці ханайаелєєле (що відповідає листопаду) 1797 року в Хіло, на острові Гаваї, першим сином Камегамеги I від його найвищої дружини Кеопуолані. Спочатку планувалося, що він народиться на місці народження Куканілоко на острові Оаху, але хвороба королеви завадила подорожі. Слуга Ханапі відвіз дитину, яку було названо Каланінуі-куа Ліхоліхо-і-ке-капу-Іолані (ім'я перекладається як «Великий вождь із палаючою спиною — капу королівського яструбу», скорочено — Ліхоліхо в перекладі «той, що світиться») до Калаоа в Хіло Паліку, але через п'ять чи шість місяців його забрала назад бабуся по материнській лінії Кекуіапоіва Ліліха, оскільки вона вважала, що він не отримує належного харчування. Потім Камегамега I віддав його під опіку королеви Каахуману (іншої дружини Камегамеги I), яка була призначена офіційним опікуном Ліхоліхо. Жан Батист Ріве навчав його англійській та французькій мовам, ставши близьким другом (айкане) Ліхоліхо.
Після смерті Камегамеги I Ліхоліхо залишив столицю Кайлуа на тиждень і повернувся, щоб стати королем. На урочистій церемонії, в якій взяли участь простолюдини та знать, він підійшов до кола вождів, а Каахуману, центральна фігура в групі та вдова королева, сказав: «Почуй мене, Божественний, бо я повідомляю тобі волю твого батька. Подивіться на цих вождів і людей вашого батька, і на ці ваші гармати, і на цю вашу землю, але ми з вами розділимо царство разом». Ліхоліхо виразив свою офіційну згоду, що започаткувало унікальну систему подвійного правління, яка складалася з короля та співправителя, подібно до регента. Камегамега II розділив своє правління зі своєю мачухою і названою матір'ю Каахуману. Він був змушений взяти на себе лише церемоніальну роль; адміністративна влада мала бути покладена на Каахуману. Також зберіг за собою частину юнацького ім'я Іолані, що стало додатковим титулом.
Невдовзі загострилися відносини з двоюрідним дядьком Кекуаокалані, що став керховним жерцем бога війни Кукаілімоку, який вимагав, щоб Камегамега II відкликав свої укази проти гавайського жрецтва, дозволив відбудову храмів та позбавив влади Каахуману. Камегамега II відмовився. У битві при Куамоо на острові Гаваї краще озброєні сили короля, очолювані Каланімоку, перемогли останніх захисників гавайських богів, храмів та священства давньої організованої релігії.
Перші християнські місіонери прибули на Гавайські острови лише через кілька місяців. Він ніколи офіційно не навертався до християнства, оскільки відмовився відмовитися від чотирьох зі своїх п'яти дружин та своєї любові до алкоголю. Він був відомий своєю імпульсивністю. Наприклад, 16 листопада 1820 року він придбав королівську яхту, відому як «Баржа Клеопатри», за 8 тис. пікулів сандалового дерева (понад мільйон фунтів), вартість якої на той час оцінювалася приблизно в 80 сти. доларів США. Король намагався здобути прихильність місіонерів, пропонуючи безкоштовний проїзд на розкішному кораблі, і регулярно розважав іноземних гостей алкогольними напоями на вибір. 18 квітня 1822 року корабель потребував капітального ремонту, оскільки більша частина деревини згнила. Він заплатив за доставку деревини з Британської Колумбії для ремонту, а потім перейменував свій корабель на «Гордість Гаваїв». Після повторного спуску на воду 10 травня 1823 року він зазнав аварії менш ніж через рік.
9 жовтня 1821 року спільно з Каахуману організував викрадення Каумуалії, алії (правителя) Кауаї. За цим полоненого змусили одружитися з Каахуману. Але фактично він був бранцем короля, померши 1824 року.
16 вересня 1823 року помирає його біологічна мати Кепуолані. У листопаді 1823 року Камегамега II та королева Камамалу на британському китобійному судну «Орел» під командуванням капітана Валентина Старбака рушили до Лондона. Разом з ними були Верховний вождь Бокі та його дружина, Верховна вождь Куїні Ліліха, а також інші вожді та васали, включаючи Маную, Найхекукуї, Джеймса Янга Канехоа, Кекуанаоа, Каулухаймалама, Наайвеувеу та Наукане, які вже побували в США. У лютому 1824 року вони прибули до Ріо-де-Жанейро в нещодавно незалежній Бразильській імперії. Імператор Педру I прийняв гостей, подарувавши Камегамега II церемоніальний меч, інкрустований діамантами, із золотими піхвами, а натомість прийняв ахуулу (традиційний плащ з пір'я, пов'язаний з високим рангом), який було втрачено під час пожежі 2018 року в Національному музеї Бразилії. Королева Камамалу отримала діамантову каблучку; натомість вона подарувала намисто з жовтого пера. 17 травня 1824 року король з почтом прибули до Великої Британії. 28 травня на їхню честь відбувся прийом за участю 200 гостей, включаючи кількох герцогів. Вони здійснили екскурсію по Лондону, відвідавши Вестмінстерське абатство, але король відмовився увійти, бо не хотів оскверняти місце поховання британських королів своєю присутністю
За день до урочистого візиту до короля Георга IV дружина Камегамега II захворіла й померла від кору помер від кору 8 липня 1824 року. Вбитий горем Камегамега II помер через шість днів, 14 липня 1824 року.
18 липня тіла були поховані в крипті церкви Сент-Мартін-ін-зе-Філдс, де вони чекали на транспортування додому. Рештки подружжя було повернено на Гаваї Бокі (гавайський володар) у серпні 1824 року. Їх спочатку поховали на території палацу Іолані в кораловому будинку, який мав бути гавайською версією гробниць. Зрештою їх перенесли до Королівського мавзолею Гаваїв.

## Родина
Камегамега II одружився з кількома родичками високого рангу, але був останнім гавайським королем, який практикував полігамію. Його улюбленою дружиною була його сестра Камамалу. Кінау (повнокровна сестра Камамалу) була його другою дружиною. Зведена сестра останніх Кекаулуохі через їхню матір Кахейхеймалі також була дружиною Камегамеги II. Четвертою дружиною стала його небога Калані Пауахі, донбка зведеного брата Паулі Каолейоку. П'ятою дружиною була інша небога Кекауонохі.